# 田尻茂一
田尻 茂一（たじり しげかず、1964年2月25日 - ）は、日本の俳優、殺陣師。株式会社アクションクラブ代表取締役。株式会社キューブ所属（業務提携）。

## 略歴
1990年に名古屋市中村区にてアクションクラブを設立。演劇好きが高じて、名演小劇場にて初舞台を踏み、劇団M.O.P、劇団☆新感線、演劇集団キャラメルBOXなど数々の舞台で出演・殺陣指導を務め、演劇活動が主軸のアクション事務所となる。2010年9月にはアクションクラブを法人化した。
劇団☆新感線への参加は、いのうえひでのり演出の「忠臣蔵ブートレッグ」（1995年）に殺陣指導及び出演で携わったことがきっかけとなり、1996年の「BEAST IS RED 野獣郎見参！」で本公演に初参加。以降、劇団☆新感線のほぼすべての作品に参加している
。当初は出演もしていたが、近年は殺陣指導として全体の殺陣の監修を務める。アクションクラブからは川原正嗣、武田浩二、藤田修平の3人が常連で出演しており、アクション活劇を特徴とする劇団☆新感線の殺陣・アクションの中核を担っている。
新日本プロレスと青柳政司率いる空手道場・誠心会館の抗争が起こった際、誠心会館に通っていたこと、加えて舞台役者としての度胸を買われ、1992年2月10日、新日本プロレス・名古屋レインボーホール大会における越中詩郎&小林邦明 vs 齋藤彰俊&田尻茂一戦でプロレスデビュー。青柳、斉藤は別団体でプロレス経験があったため、誠心会館からプロレスデビューした第1号となる（翌月には来原圭吾が参戦）。以降、青柳に就く形で1993年7月、みちのくプロレス参戦。同年8月、WARプロレス参戦。1994年には新格闘プロレスに参戦。

## 人物
大阪府出身ではあるが、名古屋在住歴のほうが長く、名古屋弁を得意とする。

## 出演

### テレビ
- 神様、もう少しだけ（1998年、フジテレビ）
- 向井荒太の動物日記 〜愛犬ロシナンテの災難〜（2001年、日本テレビ）
- 盤嶽の一生 第4話「みちづれ」（CX、2002年）- 子分
- ストレートニュース（日本テレビ）
- サイコメトラーEIJI（日本テレビ）

### 舞台
- ドラゴンクエスト　ライブスペクタクルツアー（2016年7月22日 - 2016年8月31日）– ヤンガス 役[1]

### 映画
- マルタイの女（1997年） - 大男の俳優 役
- 梟の城 （1999年）
- スープ〜生まれ変わりの物語〜（2013年）
- 髑髏城の七人 アオドクロ（2013年）
- THE NEXT GENERATION パトレイバー - 山崎弘道 役
  - 第1章（2014年）
  - 第2章（2014年）
  - 第3章（2014年）
  - 第4章（2014年）
  - 第5章（2014年）
  - 第6章（2014年）
  - 第7章（2015年）
  - 首都決戦（2015年）
  - 首都決戦 ディレクターズカット（2015年）

## 指導

### 映画
- ゲキ×シネ「ZIPANG PUNK 五右衛門ロックIII」（2014年）– 殺陣指導
- ゲキ×シネ「蒼の乱」（2015年）– 殺陣指導